# 7014 Nietzsche
7014 Nietzsche è un asteroide della fascia principale. Scoperto nel 1989, presenta un'orbita caratterizzata da un semiasse maggiore pari a 2,2555383 UA e da un'eccentricità di 0,1812938, inclinata di 3,16163° rispetto all'eclittica.
L'asteroide è da Elst dedicato al filosofo Nietzsche.